# Élection à la direction du Parti conservateur britannique de 2001
L'élection à la direction du Parti conservateur de 2001 pour élire le nouveau chef du Parti conservateur en raison de la démission de William Hague après la défaite des conservateurs lors des élections générales de 2001. Le parti travailliste mené par le premier ministre Tony Blair remporte une 2e victoire écrasante alors que le parti conservateur n'obtient qu'un élu supplémentaire par rapport aux élections de 1997.
De nouvelles règles pour élire le chef du parti ont été mises en place durant le mandat de William Hague. Les députés conservateurs votent en premier afin de sélectionner deux candidats. Ces derniers se présenteront ensuite devant les membres du parti.
Iain Duncan Smith devient le nouveau chef du parti. Michael Ancram en devient le chef adjoint.

## Procédure
L'élection du chef a lieu en deux temps. Elle est supervisée par le « Comité 1922 », composé des députés conservateurs d'arrière-ban. 
Seuls les députés peuvent être candidats et chaque candidature doit recevoir l'appui d'au moins deux autres députés.
Dans un premier temps, l'ensemble des députés conservateurs tiennent une série de scrutins éliminatoires.
À l'issue de cette sélection, les adhérents du Parti conservateur devaient être appelés à choisir entre les deux candidats restants par scrutin postal.

## Résultats
| Candidats         | Candidats        | Vote des députés    | Vote des députés    | Vote des députés   | Vote des députés   | Vote des députés   | Vote des députés   | Vote des adhérents | Vote des adhérents |
| Candidats         | Candidats        | 1er tour 10 juillet | 1er tour 10 juillet | 2e tour 12 juillet | 2e tour 12 juillet | 3e tour 17 juillet | 3e tour 17 juillet | Vote des adhérents | Vote des adhérents |
| Candidats         | Candidats        | Votes               | %                   | Votes              | %                  | Votes              | %                  | Votes              | %                  |
| ----------------- | ---------------- | ------------------- | ------------------- | ------------------ | ------------------ | ------------------ | ------------------ | ------------------ | ------------------ |
|                   | Michael Portillo | 49                  | 29,5                | 50                 | 30,1               | 53                 | 32,0               | Éliminé            | Éliminé            |
| Iain Duncan Smith | 39               | 23,5                | 42                  | 25,3               | 54                 | 32,5               | 155 933            | 60,7               |                    |
| Kenneth Clarke    | 36               | 21,6                | 39                  | 23,6               | 59                 | 35,5               | 100 864            | 39,3               |                    |
| David Davis       | 21               | 12,7                | 18                  | 10,8               | Retrait            | Retrait            | Retrait            | Retrait            |                    |
| Michael Ancram    | 21               | 12,7                | 17                  | 10,2               | Éliminé            | Éliminé            | Éliminé            | Éliminé            |                    |
| Total             | Total            | 166                 | 100                 | 166                | 100                | 166                | 100                | 256 797            | 100                |